# Pukehiki
 (juin 2023).
Si vous disposez d'ouvrages ou d'articles de référence ou si vous connaissez des sites web de qualité traitant du thème abordé ici, merci de compléter l'article en donnant les références utiles à sa vérifiabilité et en les liant à la section « Notes et références ».
Pukehiki est une petite localité située dans la région d’Otago dans l’ Île du Sud de la Nouvelle-Zélande.

## Situation
Elle est localisée sur la péninsule d'Otago, au niveau de la cité de Dunedin dans le sud de l'Île du Sud, sur la crête qui court le long du centre de la péninsule, à 8 km du centre-ville de Dunedin.
Elle est à la jonction entre Highcliff Road, qui passe le long de la crête de la péninsule et Castlewood Road, qui descend vers Company Bay sur la berge du mouillage d'Otago Harbour.

## Installations
Pukehiki a une structure notable, qui est son église locale mais est bien plus connu pour la proximité de Larnach Castle (en), qui siège à 1,2 km vers le nord sur Camp Road, une petite route, qui mène en dehors à Castlewood Road.
À partir de Pukehiki, Highcliff Road continue vers l’est pour atteindre réellement la côte au niveau de la banlieue de Portobello.